# Ridgecrest
Ridgecrest, connu auparavant sous le nom de Crumville, est une ville du comté de Kern dans l'état de Californie aux États-Unis. La ville est connue pour être le lieu de naissance de Mark Hoppus, membre du groupe de pop punk blink-182.
Elle a notamment été l'épicentre d'un séisme qui a secoué tout le comté le 5 juillet 2019 d'une magnitude de 7,1.

## Démographie
| 1950  | 1960  | 1970  | 1980   | 1990   | 2000   |
| ----- | ----- | ----- | ------ | ------ | ------ |
| 2 028 | 5 099 | 7 629 | 15 929 | 27 725 | 24 927 |

| 2010   | - | - | - | - | - |
| ------ | - | - | - | - | - |
| 27 616 | - | - | - | - | - |